# 山形市陸上競技場
山形市陸上競技場（やまがたしりくじょうきょうぎじょう、Yamagata Civic Athletic Field）は、山形県山形市の薬師公園（千歳公園）内にある陸上競技場。施設は山形市が所有し、山形市体育協会が指定管理者として運営管理を行っている。本稿では、2015年に同陸上競技場跡地に再開発して開場した山形市球技場についても触れる。
1994年に、当時のNEC山形サッカー部（現モンテディオ山形）がジャパンフットボールリーグに昇格した際、山形県下で初めてのナイター設備を整えた多目的スタジアムとして改修が施された。陸上競技場と名乗ってはいるが、一般的なアンツーカーではなくシンダー（土）のトラックになっている。
1995年には、山形県総合運動公園陸上競技場（現・NDソフトスタジアム山形）の改築工事に伴い、主本拠地として使われ、その後も準本拠として数試合開催した。2001年を最後に公式戦の開催からは撤退している。

## 施設概要
- 収容人員：約9,000人
- ナイター照明設備：4基
- トラック：1周400m×6レーン
- フィールド：108m×71m（サッカー・ラグビー場1面）
- 電光掲示板：球技の得点掲示用のものがある

## エピソード
1999年10月に開かれたモンテディオ山形 vs 川崎フロンターレ、及びFC東京とのJ2の試合で、芝生の手入れが充分でなくまだら模様の状態で開催された。
2007，2008年はJサテライトリーグ戦の会場として東京ヴェルディ1969やFC東京、横浜FC相手に試合を行った。ピッチは1999年当時とは違い、きれいに整備されている。

## 人工芝球技場への再整備

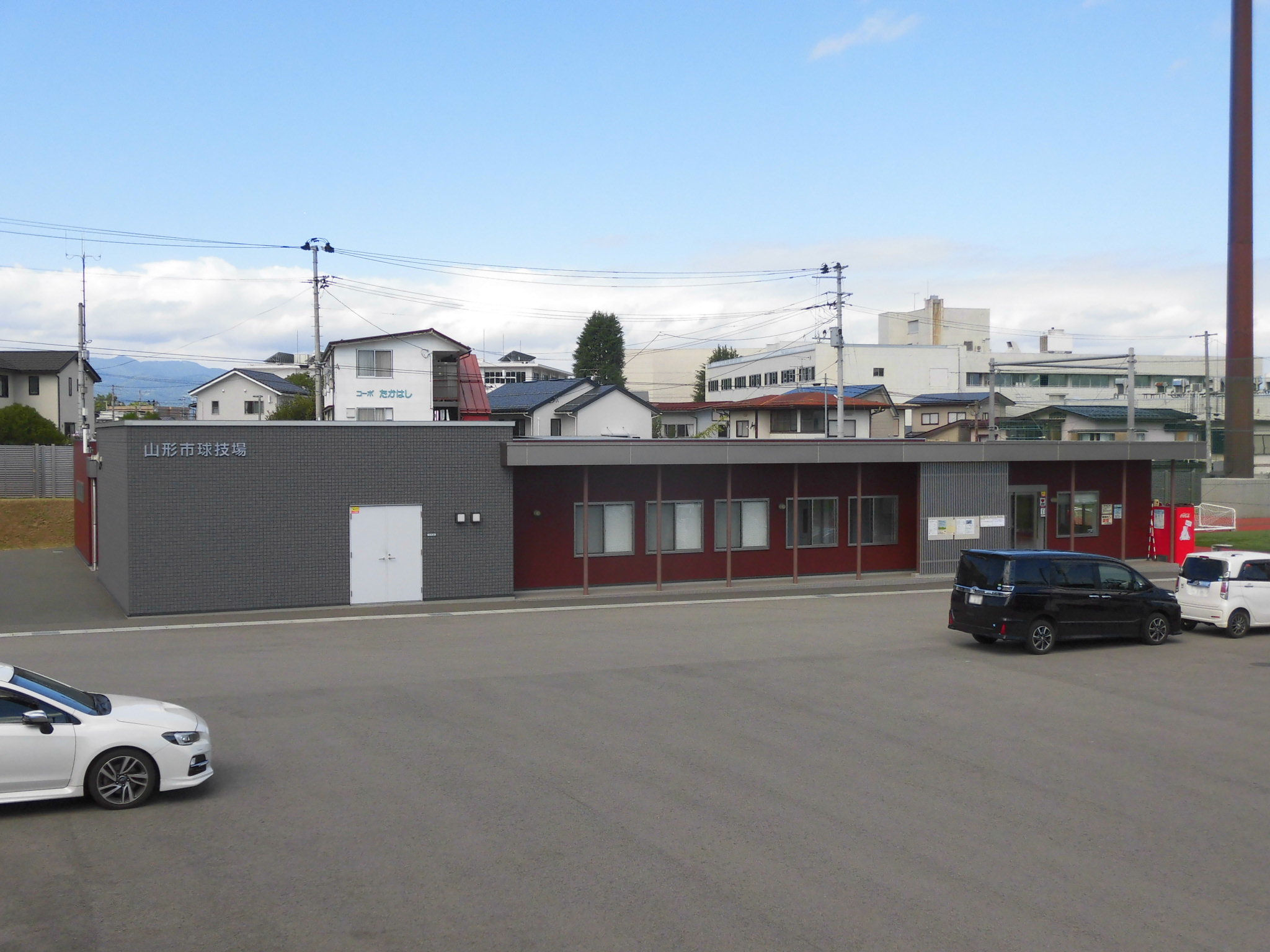
球技場改修後に設置されたクラブハウス

競技場は1979年の開設以後、1986年に天然芝グラウンドの張替、1994年にモンテディオ山形のJFL開催に備えたスタンドの改修や照明塔設置などの工事をするなどの改修を続けたが、施設の老朽化が著しいことをうけ、2013年から人工芝の「山形市球技場」（仮称）として再整備を図ることになった。竣工・利用開始は2015年春ごろとされたが、2015年4月1日にオープンした。このため、現在の陸上競技場は2013年4月にいったん閉鎖されている。
具体的な改修構想については、これまでの陸上競技用トラックを撤去し、サッカー・ラグビー場1面（少年サッカーであれば2面分）が取れるスペースを用意し、観客席1600人分（当初は2100人分としていた）、管理棟、クラブハウス、駐車場（2か所合計58台）を設置するとしている。山形新聞の取材で、山形市スポーツ・保険課の話として伝えたところによれば、「これまで天然芝のグラウンドだと週末や休日の利用が主で、平日は芝の養生などのため利用日が限られていたが、人工芝になることで、冬季の降雪期を除くほぼ毎日利用可能（山形市のサイトにおいても、3月1日-12月28日まで利用可と表記がある）となる」としている。